# Otto Bartning

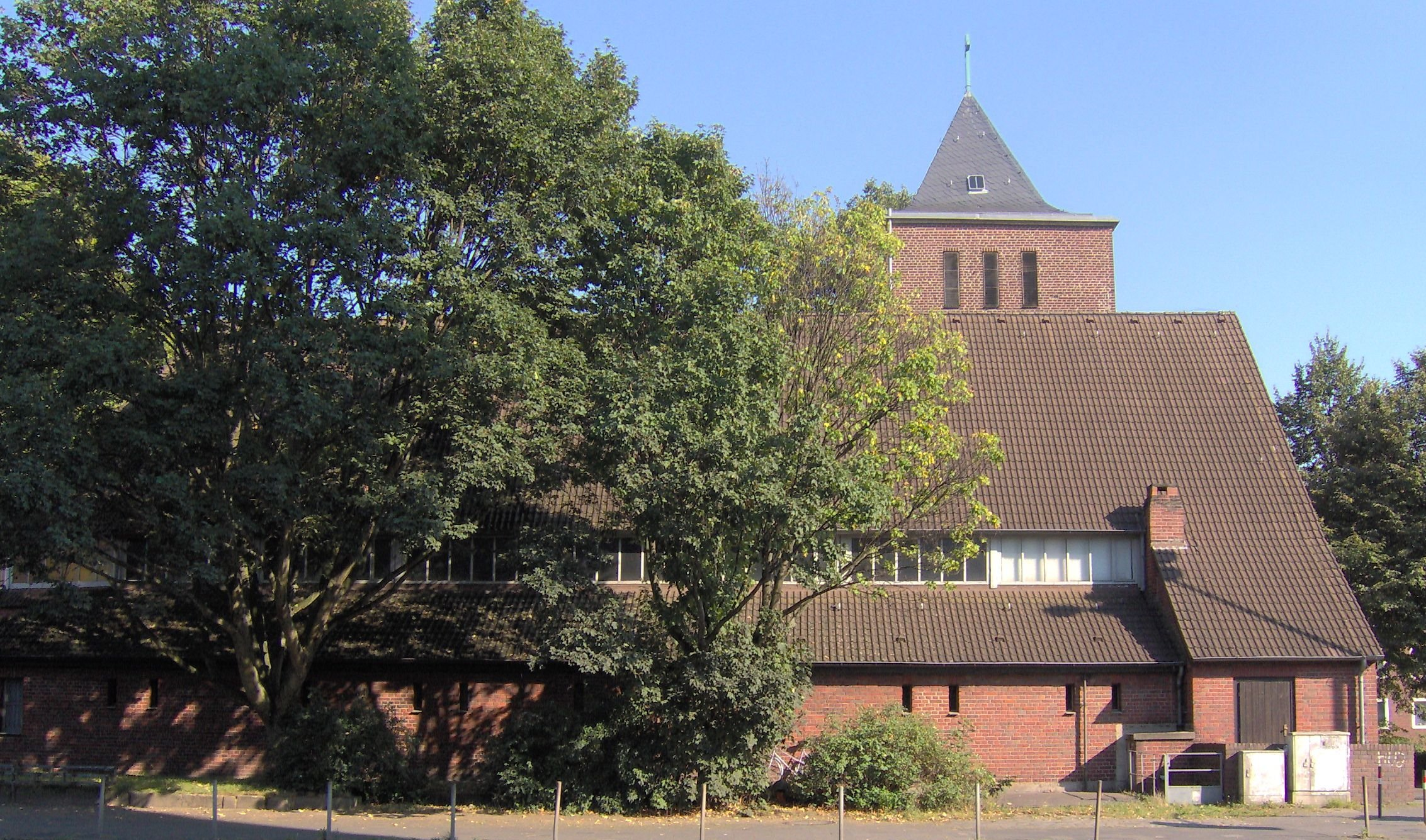
Iglesia en Münster.

Otto Bartning (Karlsruhe, 12 de abril de 1883-Darmstadt, 20 de mayo de 1959) fue un arquitecto alemán.
Tras terminar su Abitur en 1902 en Karlsruhe, se apuntó en el Königliche Technische Hochschule Charlottenburg (Real Escuela Técnica Superior de Charlottenburg), el precursor del actual Universidad Técnica de Berlín. Poco después comenzó un viaje que duraría 18 meses alrededor del mundo, después de lo cual regresó para terminar sus estudios en Berlín y Karlsruhe. En 1905, y mientras estudiaba, trabajó como arquitecto en Berlín.